# Distretto di Heshan (Yiyang)
Il distretto di Heshan (赫山区S, Hèshān QūP) è un distretto della Cina, situato nella provincia di Hunan e amministrato dalla prefettura di Yiyang.